# The Leprechaun
The Leprechaun è il primo album in studio del rapper statunitense Lil' Flip, pubblicato nel 2000.

## Tracce
1. Da Freestyle King Award – 0:49
2. I Got Flow – 4:13
3. Everyday (featuring T.C., Lil' Marice, T.A.Z., Shasta, & Cresia) – 4:36
4. My Block (featuring Crime, Dante & Godfather) – 4:15
5. Gotta Be Me (featuring Cresia) – 4:48
6. Put Ya Fist Up (featuring South Park Mexican & Yung Redd) – 4:38
7. Boxers (featuring Deep Threat) – 4:44
8. On Point (featuring Big James) – 3:28
9. The Copycat (Skit #1) (starring B.G. Duke & Scoopastar) – 1:12
10. Ya'll – 4:29
11. Dirty South (featuring Yung Redd & Big Hawk) – 4:39
12. My Dogz (featuring Scoopastar, Will-Lean, B.G. Duke & T.A.Z.) – 5:16
13. Cut 4 U (featuring Ron Wilson on Guitar) – 4:00
14. The Biz (featuring Hump) – 3:34
15. Purple Drank (Skit #2) – 0:24
16. Candy Cars (featuring Ron Wilson, Chris Ward, Lil' Key, Big Shasta, Will-Lean & C-Note) – 4:44
17. Green Rectangles (featuring Scoopastar) – 4:07
18. The Dentist (Skit #3) – 1:45
19. I Can Do That – 3:38